# غبيراء
الغُبَيْرَاء (باللاتينية: Sorbus) جنس من النباتات الشجرية من الفصيلة الوردية. وهي شجرة برية أو زراعية يبلغ ارتفاعها 12-16 متر، أفنادها وأفنانها وأوراقها خملية، وهي ذات
أوراق مركبة وتربة التجميع، وريقاتها سنانية مسننة الحافة عددها من 11-17 وريقة، أزهارها ذات رائحة كريهة ثلاثية أو رباعية البتلات،
وثمارها أرجوانية كروية يبلغ قطرها 10 ملم.

## من أنواعهاالأصيلةفي الوطن العربي
- الغبيراء الأوروبية (باللاتينية: Sorbus aucuparia) في بلاد الشام وتركيا والقوقاز وأوروبا
- الغبيراء الخيمية (باللاتينية: Sorbus umbellata) في بلاد الشام وتركيا والقوقاز وشرق أوروبا
- غبيراء كوزنتزوف (باللاتينية: Sorbus kusnetzovii) في بلاد الشام وتركيا والقوقاز
- الغبيراء الممغصة (باللاتينية: Sorbus torminalis) في بلاد الشام والمغرب العربي وأوروبا
- الغبيراء اليونانية (باللاتينية: Sorbus graeca) في بلاد الشام والمغرب العربي وأوروبا

## من أنواعها الأخرى
- الغبيراء الأرانية (باللاتينية: Sorbus arranensis)
- الغبيراء الآرية (باللاتينية: Sorbus aria)
- الغبيراء الأمريكية (باللاتينية: Sorbus americana)
- الغبيراء الإنكليزية (باللاتينية: Sorbus anglica)
- الغبيراء البادنية (باللاتينية: Sorbus badensis)
- الغبيراء البريستولية (باللاتينية: Sorbus bristoliensis)
- الغبيراء التورنغنية الكاذبة (باللاتينية: Sorbus pseudothuringiaca)
- غبيراء جار الماء (باللاتينية: Sorbus alnifolia)
- الغبيراء الصخرية (باللاتينية: Sorbus rupicola)
- الغبيراء الصغيرة (باللاتينية: Sorbus minima)
- الغبيراء العالية (باللاتينية: Sorbus eminens)
- الغبيراء العريضة الأوراق (باللاتينية: Sorbus latifolia)
- الغبيراء الفنلندية الكاذبة (باللاتينية: Sorbus pseudofennica)
- الغبيراء القليلة التفصيص (باللاتينية: Sorbus parumlobata)
- الغبيراء الكاليفورنية (باللاتينية: Sorbus californica)
- الغبيراء الكشميرية (باللاتينية: Sorbus cashmiriana)
- الغبيراء اللانكاسترية (باللاتينية: Sorbus lancastriensis)
- الغبيراء المختلطة (باللاتينية: Sorbus commixta)
- الغبيراء المروحية الأوراق (باللاتينية: Sorbus flabellifolia)
- الغبيراء المستأنسة (باللاتينية: Sorbus domestica)
- الغبيراء النمساوية (باللاتينية: Sorbus austriaca)
- الغبيراء الهجينة (باللاتينية: Sorbus x hybrida)
- الغبيراء الوسيطة (باللاتينية: Sorbus x intermedia)